# Euphrosyne (Mythologie)

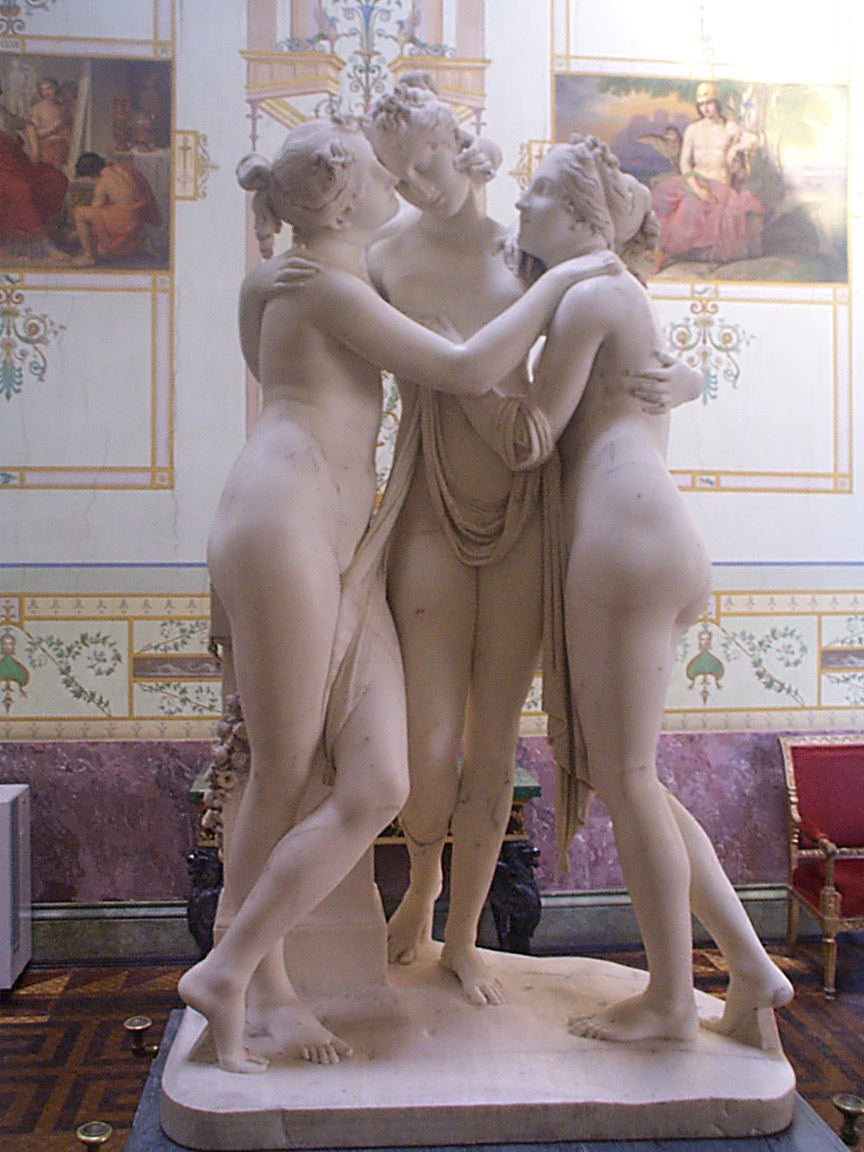
Las tres Gracias von Antonio Canova

Euphrosyne (altgriechisch Εὐφροσύνη Euphrosýnē, deutsch ‚Frohsinn‘) ist der erstmals bei Hesiod belegte Name einer der drei Chariten (römisch: Grazien), d. h. Göttinnen der Anmut in der griechischen Mythologie (anstelle Euphrosynes wird Aristophanes zufolge eine Grazie namens Peitho oder Suad(el)a genannt). Sie verkörpert Frohsinn und Freude.
Euphrosyne ist, wie ihre Schwestern Thalia (auch Thaleia, „Festfreude“) und Aglaia („die Glänzende“), Tochter der Eurynome und des Zeus. In einer anderen, von Hyginus Mythographus überlieferten Version erscheint Euphrosyne als eine Tochter der Göttin der Nacht, Nyx, und des Erebos.
Johann Wolfgang von Goethe hat eine anlässlich des frühzeitigen Todes der Schauspielerin Christiane Becker-Neumann verfasste Elegie „Euphrosyne“ benannt (entstanden 1797/98).